# William Orchard (arquitecto)
William Orchard (fl. 1468 – fal. 1504)  fue un arquitecto gótico inglés, responsable de las elaboradas bóvedas colgantes de la Divinity School, Oxford y de la cancela de la Christ Church Cathedral, Oxford. Trabajó en el claustro y diseñó la gran torre del Magdalen College, de Oxford, también conocida como Torre de la Magdalena. También diseñó la iglesia parroquial de  Waterstock. Vivió en Barton, una aldea de Headington, donde poseía una cantera.

## Galería de imágenes

Obras de William Orchard
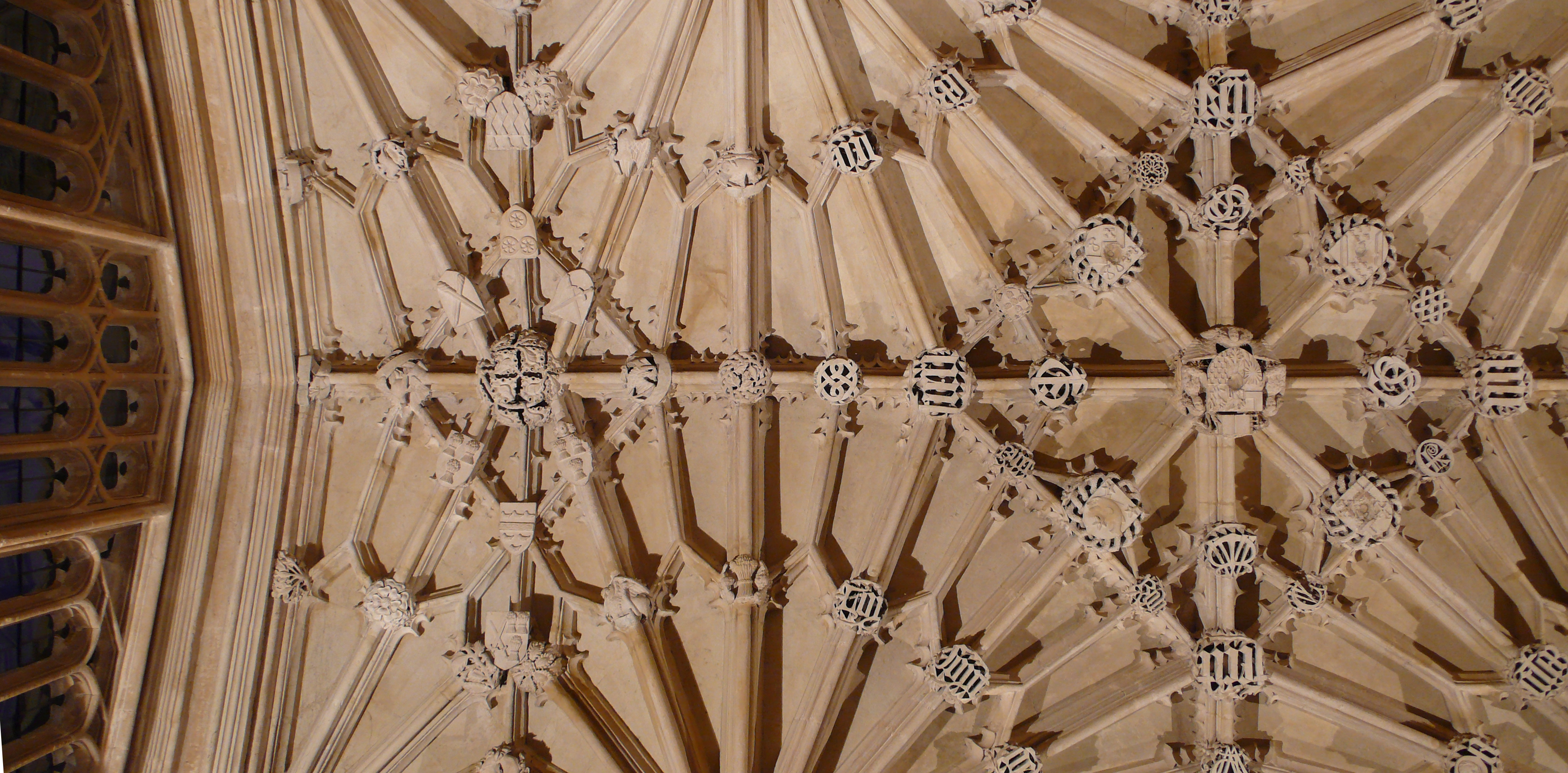
Detalle de la bóveda, Oxford Divinity School
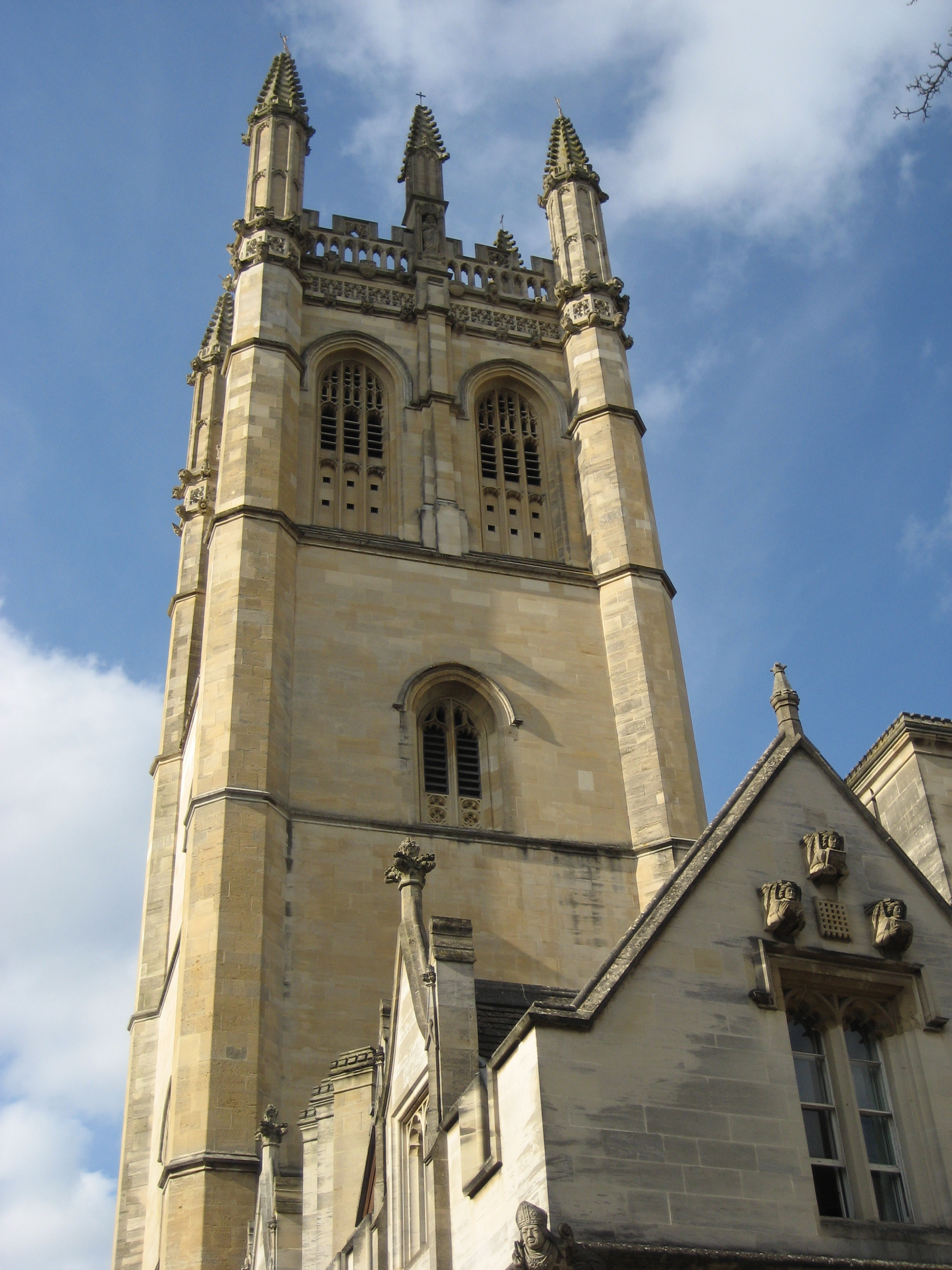
Torre del Magdalen College, Oxford
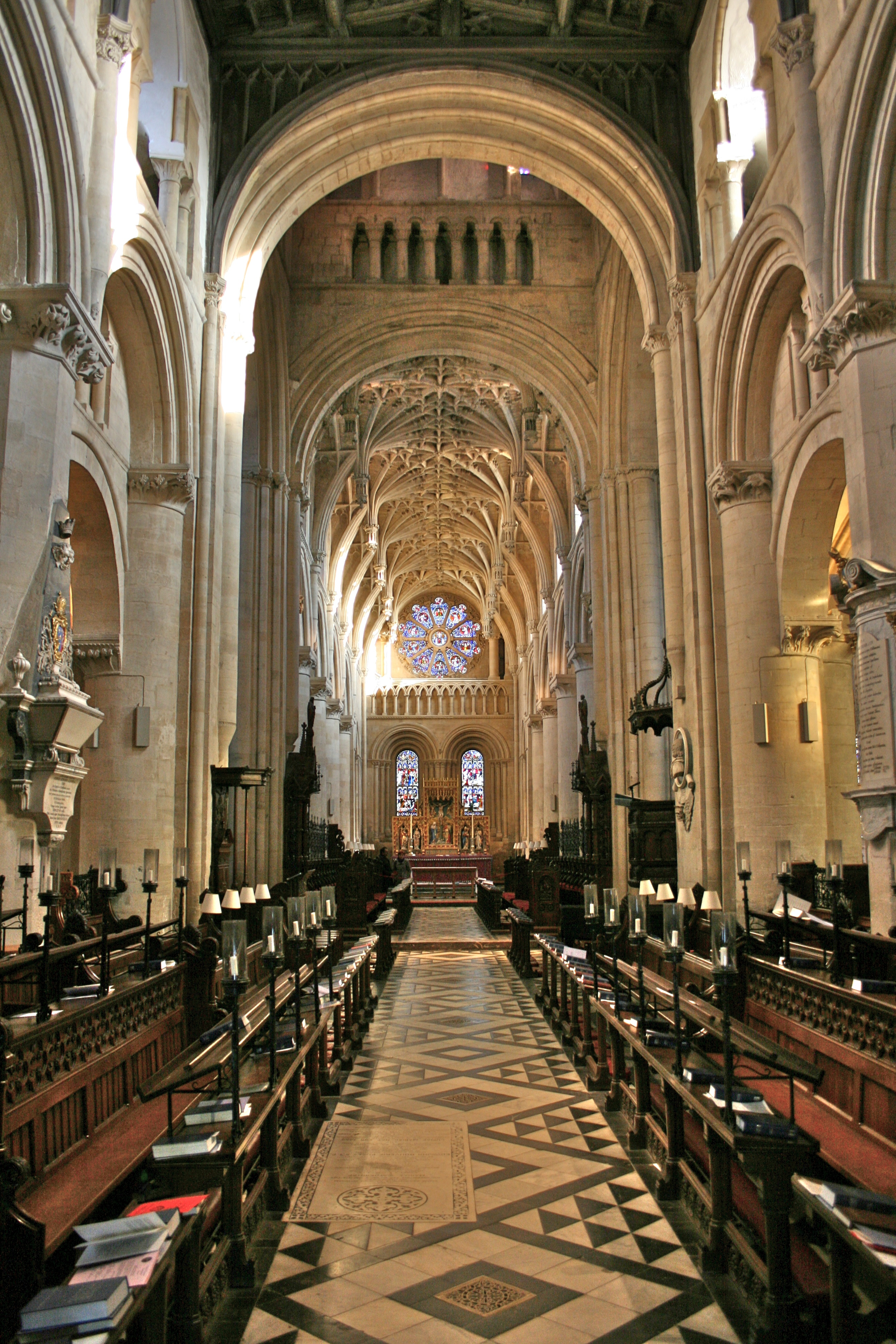
Catedral de Oxford, la bóveda de Orchard es visible al fondo
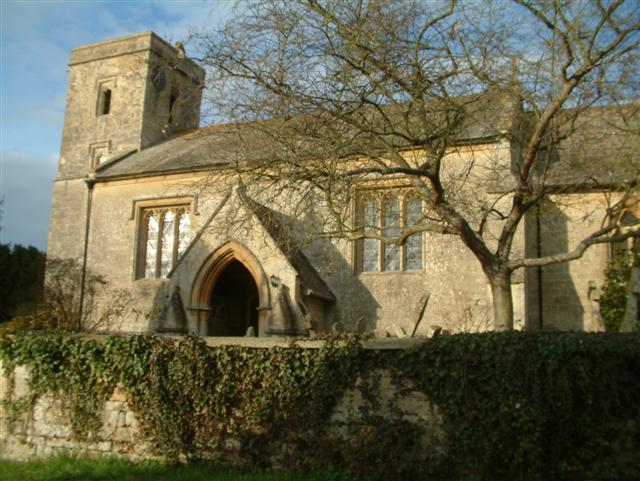
Iglesia St. Leonards, Waterstock